# Силасова
Силасова (устар. Арасламбек) — река в России, протекает по Башкортостану. Устье реки находится в 28 км по правому берегу реки Сибирган. Длина реки составляет 17 км.
В 1,8 км от устья, по правому берегу реки впадает река Нарыш.

## Данные водного реестра
По данным государственного водного реестра России относится к Камскому бассейновому округу, водохозяйственный участок реки — Белая от города Бирск и до устья, речной подбассейн реки — Белая. Речной бассейн реки — Кама.
Код объекта в государственном водном реестре — 10010201612111100026077.